# 6 Heures de Road Atlanta 2020
La 1re édition du 6 Heures de Road Atlanta 2020 (officiellement appelé le 2020 TireRack.com Grand Prix at Road Atlanta) a été une course de voitures de sport organisée sur le circuit de Road Atlanta eu Géorgie, aux États-Unis, qui s'est déroulée du 4 septembre 2020 au 6 septembre 2020. Il s'agissait de la sixième manche du championnat United SportsCar Championship 2020 et toutes les catégories de voitures du championnat ont participé à la course.

## Qualifications

### Classement de la course
Voici le classement provisoire au terme de la course.
- Les vainqueurs de chaque catégorie sont signalés par un fond jauni.
- Pour la colonne Pneus, il faut passer le curseur au-dessus du modèle pour connaître le manufacturier de pneumatiques.

| Pos                         | Classe | no  | Écurie                                                   | Pilotes                                                   | Châssis                        | Pneus | Tours | Temps      |     |   |                   |                                |              |   |     |                     |
| --------------------------- | ------ | --- | -------------------------------------------------------- | --------------------------------------------------------- | ------------------------------ | ----- | ----- | ---------- | --- | - | ----------------- | ------------------------------ | ------------ | - | --- | ------------------- |
| Pos                         | Classe | no  | Écurie                                                   | Pilotes                                                   | 1                              | Pneus | Tours | Temps      | DPi | 7 | Acura Team Penske | Hélio Castroneves Ricky Taylor | Acura ARX-05 | M | 273 | 6 h 00 min 54 s 929 |
| Acura AR35TT 3,5 l V6 Turbo |        |     |                                                          |                                                           | 1                              |       |       |            | DPi | 7 | Acura Team Penske | Hélio Castroneves Ricky Taylor |              | M | 273 | 6 h 00 min 54 s 929 |
| 2                           | DPi    | 55  | Mazda Motorsports                                        | Jonathan Bomarito Harry Tincknell Ryan Hunter-Reay        | Mazda RT24-P                   | M     | 273   | + 0 s 983  |     |   |                   |                                |              |   |     |                     |
| 2                           | DPi    | 55  | Mazda Motorsports                                        | Jonathan Bomarito Harry Tincknell Ryan Hunter-Reay        | Mazda MZ-2.0T 2,0 l I4 Turbo   | M     | 273   | + 0 s 983  |     |   |                   |                                |              |   |     |                     |
| 3                           | DPi    | 31  | Whelen Engineering Racing                                | Felipe Nasr Pipo Derani Filipe Albuquerque                | Cadillac DPi-V.R               | M     | 273   | + 2 s 067  |     |   |                   |                                |              |   |     |                     |
| 3                           | DPi    | 31  | Whelen Engineering Racing                                | Felipe Nasr Pipo Derani Filipe Albuquerque                | Cadillac 5,5 l V8 Atmo         | M     | 273   | + 2 s 067  |     |   |                   |                                |              |   |     |                     |
| 4                           | DPi    | 5   | Mustang Sampling Racing avec JDC Miller Motorsports      | João Barbosa Sébastien Bourdais Tristan Vautier           | Cadillac DPi-V.R               | M     | 273   | + 3 s 442  |     |   |                   |                                |              |   |     |                     |
| 4                           | DPi    | 5   | Mustang Sampling Racing avec JDC Miller Motorsports      | João Barbosa Sébastien Bourdais Tristan Vautier           | Cadillac 5,5 l V8 Atmo         | M     | 273   | + 3 s 442  |     |   |                   |                                |              |   |     |                     |
| 5                           | DPi    | 10  | Konica Minolta Cadillac DPi-V.R                          | Renger van der Zande Ryan Briscoe                         | Cadillac DPi-V.R               | M     | 273   | + 3 s 993  |     |   |                   |                                |              |   |     |                     |
| 5                           | DPi    | 10  | Konica Minolta Cadillac DPi-V.R                          | Renger van der Zande Ryan Briscoe                         | Cadillac 5,5 l V8 Atmo         | M     | 273   | + 3 s 993  |     |   |                   |                                |              |   |     |                     |
| 6                           | DPi    | 6   | Acura Team Penske                                        | Dane Cameron Juan Pablo Montoya                           | Acura ARX-05                   | M     | 265   | Abandon    |     |   |                   |                                |              |   |     |                     |
| 6                           | DPi    | 6   | Acura Team Penske                                        | Dane Cameron Juan Pablo Montoya                           | Acura AR35TT 3,5 l V6 Turbo    | M     | 265   | Abandon    |     |   |                   |                                |              |   |     |                     |
| 7                           | LMP2   | 52  | PR1/Mathiasen Motorsports                                | Patrick Kelly Simon Trummer Scott Huffaker                | Oreca 07                       | M     | 264   | + 9 tours  |     |   |                   |                                |              |   |     |                     |
| 7                           | LMP2   | 52  | PR1/Mathiasen Motorsports                                | Patrick Kelly Simon Trummer Scott Huffaker                | Gibson GK428 4,2 l V8 Atmo     | M     | 264   | + 9 tours  |     |   |                   |                                |              |   |     |                     |
| 8                           | GTLM   | 25  | BMW Team RLL                                             | Bruno Spengler Connor De Phillippi                        | BMW M8 GTE                     | M     | 254   | + 19 tours |     |   |                   |                                |              |   |     |                     |
| 8                           | GTLM   | 25  | BMW Team RLL                                             | Bruno Spengler Connor De Phillippi                        | BMW S63 4,0 l V8 Bi-Turbo      | M     | 254   | + 19 tours |     |   |                   |                                |              |   |     |                     |
| 9                           | GTLM   | 4   | Corvette Racing                                          | Oliver Gavin Tommy Milner                                 | Chevrolet Corvette C8.R        | M     | 254   | + 19 tours |     |   |                   |                                |              |   |     |                     |
| 9                           | GTLM   | 4   | Corvette Racing                                          | Oliver Gavin Tommy Milner                                 | Chevrolet LT 5,5 l V8 Atmo     | M     | 254   | + 19 tours |     |   |                   |                                |              |   |     |                     |
| 10                          | GTLM   | 24  | BMW Team RLL                                             | Jesse Krohn John Edwards                                  | BMW M8 GTE                     | M     | 254   | + 19 tours |     |   |                   |                                |              |   |     |                     |
| 10                          | GTLM   | 24  | BMW Team RLL                                             | Jesse Krohn John Edwards                                  | BMW S63 4,0 l V8 Bi-Turbo      | M     | 254   | + 19 tours |     |   |                   |                                |              |   |     |                     |
| 11                          | GTLM   | 911 | Porsche GT Team                                          | Nick Tandy Frédéric Makowiecki                            | Porsche 911 RSR-19             | M     | 254   | + 19 tours |     |   |                   |                                |              |   |     |                     |
| 11                          | GTLM   | 911 | Porsche GT Team                                          | Nick Tandy Frédéric Makowiecki                            | Porsche 4,2 L Flat-6 Atmo      | M     | 254   | + 19 tours |     |   |                   |                                |              |   |     |                     |
| 12                          | GTLM   | 3   | Corvette Racing                                          | Antonio García Jordan Taylor                              | Chevrolet Corvette C8.R        | M     | 254   | + 19 tours |     |   |                   |                                |              |   |     |                     |
| 12                          | GTLM   | 3   | Corvette Racing                                          | Antonio García Jordan Taylor                              | Chevrolet LT 5,5 l V8 Atmo     | M     | 254   | + 19 tours |     |   |                   |                                |              |   |     |                     |
| 13                          | GTLM   | 912 | Porsche GT Team                                          | Earl Bamber Laurens Vanthoor                              | Porsche 911 RSR-19             | M     | 252   | + 21 tours |     |   |                   |                                |              |   |     |                     |
| 13                          | GTLM   | 912 | Porsche GT Team                                          | Earl Bamber Laurens Vanthoor                              | Porsche 4,2 L Flat-6 Atmo      | M     | 252   | + 21 tours |     |   |                   |                                |              |   |     |                     |
| 14                          | GTD    | 86  | Meyer Shank Racing avec Curb Agajanian Performance Group | Mario Farnbacher Matt McMurry Shinya Michimi (fi)         | Acura NSX GT3 Evo              | M     | 245   | + 28 tours |     |   |                   |                                |              |   |     |                     |
| 14                          | GTD    | 86  | Meyer Shank Racing avec Curb Agajanian Performance Group | Mario Farnbacher Matt McMurry Shinya Michimi (fi)         | Acura 3,5 l V6 Turbo           | M     | 245   | + 28 tours |     |   |                   |                                |              |   |     |                     |
| 15                          | GTD    | 48  | Paul Miller Racing                                       | Bryan Sellers Madison Snow Corey Lewis (en)               | Lamborghini Huracán GT3 Evo    | M     | 245   | + 28 tours |     |   |                   |                                |              |   |     |                     |
| 15                          | GTD    | 48  | Paul Miller Racing                                       | Bryan Sellers Madison Snow Corey Lewis (en)               | Lamborghini 5,2 l V10 Atmo     | M     | 245   | + 28 tours |     |   |                   |                                |              |   |     |                     |
| 16                          | GTD    | 16  | Wright Motorsports                                       | Ryan Hardwick Patrick Long Jan Heylen                     | Porsche 911 GT3R               | M     | 245   | + 28 tours |     |   |                   |                                |              |   |     |                     |
| 16                          | GTD    | 16  | Wright Motorsports                                       | Ryan Hardwick Patrick Long Jan Heylen                     | Porsche 4,2 L Flat-6 Atmo      | M     | 245   | + 28 tours |     |   |                   |                                |              |   |     |                     |
| 17                          | GTD    | 74  | Riley Motorsports                                        | Gar Robinson Lawson Aschenbach Ben Keating                | Mercedes-AMG GT3               | M     | 245   | + 28 tours |     |   |                   |                                |              |   |     |                     |
| 17                          | GTD    | 74  | Riley Motorsports                                        | Gar Robinson Lawson Aschenbach Ben Keating                | Mercedes-AMG M159 6,2 l V8     | M     | 245   | + 28 tours |     |   |                   |                                |              |   |     |                     |
| 18                          | GTD    | 12  | AIM Vasser-Sullivan                                      | Frankie Montecalvo Townsend Bell Aaron Telitz             | Lexus RC F GT3                 | M     | 245   | + 28 tours |     |   |                   |                                |              |   |     |                     |
| 18                          | GTD    | 12  | AIM Vasser-Sullivan                                      | Frankie Montecalvo Townsend Bell Aaron Telitz             | Lexus 5,0 l V8                 | M     | 245   | + 28 tours |     |   |                   |                                |              |   |     |                     |
| 19                          | GTD    | 23  | The Heart of Racing                                      | Ian James Roman De Angelis Darren Turner                  | Aston Martin Vantage AMR GT3   | M     | 245   | + 28 tours |     |   |                   |                                |              |   |     |                     |
| 19                          | GTD    | 23  | The Heart of Racing                                      | Ian James Roman De Angelis Darren Turner                  | Aston Martin 4,0 l V8 Bi-Turbo | M     | 245   | + 28 tours |     |   |                   |                                |              |   |     |                     |
| 20                          | GTD    | 57  | Heinricher Racing avec Curb Agajanian Performance Group  | Álvaro Parente Misha Goikhberg Trent Hindman              | Acura NSX GT3 Evo              | M     | 244   | + 29 tours |     |   |                   |                                |              |   |     |                     |
| 20                          | GTD    | 57  | Heinricher Racing avec Curb Agajanian Performance Group  | Álvaro Parente Misha Goikhberg Trent Hindman              | Acura 3,5 l V6 Turbo           | M     | 244   | + 29 tours |     |   |                   |                                |              |   |     |                     |
| 21                          | GTD    | 11  | GRT Grasser Racing Team                                  | Richard Heistand Steijn Schothorst (en) Richard Westbrook | Lamborghini Huracán GT3 Evo    | M     | 243   | + 30 tours |     |   |                   |                                |              |   |     |                     |
| 21                          | GTD    | 11  | GRT Grasser Racing Team                                  | Richard Heistand Steijn Schothorst (en) Richard Westbrook | Lamborghini 5,2 l V10 Atmo     | M     | 243   | + 30 tours |     |   |                   |                                |              |   |     |                     |
| 22                          | GTD    | 63  | Scuderia Corsa                                           | Cooper MacNeil Toni Vilander Jeff Westphal                | Ferrari 488 GT3                | M     | 237   | Abandon    |     |   |                   |                                |              |   |     |                     |
| 22                          | GTD    | 63  | Scuderia Corsa                                           | Cooper MacNeil Toni Vilander Jeff Westphal                | Ferrari F154CB 3,9 l V8 Turbo  | M     | 237   | Abandon    |     |   |                   |                                |              |   |     |                     |
| 23                          | LMP2   | 18  | Era Motorsport                                           | Dwight Merriman Kyle Tilley Colin Braun                   | Oreca 07                       | M     | 232   | + 41 tours |     |   |                   |                                |              |   |     |                     |
| 23                          | LMP2   | 18  | Era Motorsport                                           | Dwight Merriman Kyle Tilley Colin Braun                   | Gibson GK428 4,2 l V8 Atmo     | M     | 232   | + 41 tours |     |   |                   |                                |              |   |     |                     |
| 24                          | DPi    | 77  | Mazda Motorsports                                        | Oliver Jarvis Tristan Nunez Olivier Pla                   | Mazda RT24-P                   | M     | 230   | + 43 tours |     |   |                   |                                |              |   |     |                     |
| 24                          | DPi    | 77  | Mazda Motorsports                                        | Oliver Jarvis Tristan Nunez Olivier Pla                   | Mazda MZ-2.0T 2,0 l I4 Turbo   | M     | 230   | + 43 tours |     |   |                   |                                |              |   |     |                     |
| 25                          | GTD    | 14  | AIM Vasser-Sullivan                                      | Daniel Morad Jack Hawksworth Michael De Quesada           | Lexus RC F GT3                 | M     | 204   | + 69 tours |     |   |                   |                                |              |   |     |                     |
| 25                          | GTD    | 14  | AIM Vasser-Sullivan                                      | Daniel Morad Jack Hawksworth Michael De Quesada           | Lexus 5,0 l V8                 | M     | 204   | + 69 tours |     |   |                   |                                |              |   |     |                     |
| 26                          | GTD    | 96  | Turner Motorsport                                        | Bill Auberlen Robby Foley Dillon Machavern                | BMW M6 GT3                     | M     | 182   | Abandon    |     |   |                   |                                |              |   |     |                     |
| 26                          | GTD    | 96  | Turner Motorsport                                        | Bill Auberlen Robby Foley Dillon Machavern                | BMW P63 4,4 l V8 Turbo         | M     | 182   | Abandon    |     |   |                   |                                |              |   |     |                     |
| 27                          | GTD    | 44  | GRT Magnus                                               | John Potter Andy Lally Spencer Pumpelly                   | Lamborghini Huracán GT3 Evo    | M     | 166   | Abandon    |     |   |                   |                                |              |   |     |                     |
| 27                          | GTD    | 44  | GRT Magnus                                               | John Potter Andy Lally Spencer Pumpelly                   | Lamborghini 5,2 l V10 Atmo     | M     | 166   | Abandon    |     |   |                   |                                |              |   |     |                     |
| 28                          | DPi    | 85  | JDC Miller Motorsports                                   | Stephen Simpson Matheus Leist (en)                        | Cadillac DPi-V.R               | M     | 54    | Abandon    |     |   |                   |                                |              |   |     |                     |
| 28                          | DPi    | 85  | JDC Miller Motorsports                                   | Stephen Simpson Matheus Leist (en)                        | Cadillac 5,5 l V8 Atmo         | M     | 54    | Abandon    |     |   |                   |                                |              |   |     |                     |

## Pole position et record du tour
- Pole position :  Hélio Castroneves (#7 Acura Team Penske) en 1 min 08 s 678
- Meilleur tour en course :  Olivier Pla (#77 Mazda Motorsports) en 1 min 09 s 690

## Tours en tête
- no 7 Acura ARX-05 - Acura Team Penske : 76 tours (1-20 / 81-82 / 216-220 / 224-248 / 250-273)[2]
- no 10 Cadillac DPi-V.R - Konica Minolta Cadillac DPi-V.R : 87 tours (21-46 / 51-70 / 83-100 / 111-130 / 221-223)
- no 6 Acura ARX-05 - Acura Team Penske : 67 tours (47-50 / 71-80 / 101-107 / 131-137 / 140-167 / 206-215 / 249)
- no 31 Cadillac DPi-V.R - Whelen Engineering Racing : 2 tours (108-109)
- no 5 Cadillac DPi-V.R - Mustang Sampling Racing avec JDC Miller Motorsports: 1 tour (110)
- no 77 Mazda RT24-P - Mazda Motorsports : 71 tours (138-139 / 168-205)

## À noter
- Longueur du circuit : 2,54 miles
- Distance parcourue par les vainqueurs : 693,42 miles